# رمضان سيركان كيليج
رمضان سيركان كيليج (31 مايو 1984 في تركيا - ) (بالتركية: Ramazan Serkan Kılıç)‏ هو لاعب كرة طائرة تركيا في مركز ليبرو ‏. لعب مع Fenerbahçe S.K. (men's volleyball) ‏.

## وصلات خارجية
- رمضان سيركان كيليج على موقع عالم الكرة الطائرة (الإنجليزية)